# Municipio de Soledad de Doblado
El municipio de Soledad de Doblado es uno de los 212 municipios en que se encuentra dividido el estado mexicano de Veracruz de Ignacio de la Llave. Su cabecera es la ciudad del mismo nombre.

## Geografía
El municipio se encuentra localizado en la zona central del estado de Veracruz, en la denominada región del Sotavento. Tiene una extensión territorial de 416.982 kilómetros cuadrados que representan el 0.58 % de la extensión total de Veracruz. Sus coordenadas geográficas extremas son 18°56′ - 19°12′ de latitud norte y 96°18′ - 96°35′ de longitud oeste, y su altitud va de un mínimo de 10 a un máximo de 300 metros sobre el nivel del mar.
Limita al norte con el municipio de Paso de Ovejas, al este con el municipio de Manlio Fabio Altamirano, al sureste y sur con el municipio de Cotaxtla y al suroeste con el municipio de Paso del Macho; al oeste los límites corresponden al municipio de Camarón de Tejeda, el municipio de Zentla y al municipio de Comapa.

## Demografía
De acuerdo a los resultados del Censo de Población y Vivienda de 2010 realizado por el Instituto Nacional de Estadística y Geografía, la población total de Soledad de Doblado asciende a 27 008 personas.
La densidad poblacional es de 64.77 habitantes por kilómetro cuadrado.

### Localidades
El municipio incluye en su territorio un total de 172 localidades. Las principales, considerando su población del censo de 2010 son:
| Localidad          | Población |
| Total Municipio    | 27 008    |
| Soledad de Doblado | 12 398    |
| Mata Cazuela       | 870       |
| Las Remojadas      | 835       |
| Paso Lagarto       | 503       |
| La Unión Uno       | 499       |

## Política

### Representación legislativa
Para la elección de diputados locales al Congreso de Veracruz y de diputados federales a la Cámara de Diputados federal, el municipio de Xico se encuentra integrado en los siguientes distritos electorales:
Local:
- Distrito electoral local de 17 de Veracruz con cabecera en Paso del Macho.[4]

Federal:
- Distrito electoral federal 13 de Veracruz con cabecera en Huatusco.[5]